# Дончо Фесчията
Дончо Йовев Лулчов, известен като Дончо Фесчията, е български революционер.
Неда Кандилева, майката на Дончо, била рано останала млада вдовица с едно дете на име Велю. След като се омъжила повторно, има други три деца: Дончо, Лучо и Мила. Около 1864 – 1865 г. поради бедност и липса на средства Дончо прекъсва обучението си в Сопотското взаимно училище и отива при големия си брат в Стара Загора. В този град той усвоил първоначално уменията да прави разни балсами, които продавал по панаирите в Узунджово, Сливен, Карнобат, Търговище. След като усвоява занаята на шапкар при разни майстори търговци, отваря собствена работилница и магазин за шапки и фесове, откъдето идва и прякорът му „Фесчията“.
Въпреки малкото сведения за ранните години на Дончо Фесчията и неянотата около неговото месторождение (Стара Загора или Габрово) историците приемат, че това е било в Сопот. Според полулегендарните описания на Йоаким Бакалов Дончо прави първите си стъпки в хайдутлука, когато след спор с един арнаутин, пазвант на гора по пътя за Карнобат, след нанесена обида от него го застрелва безцеремонно и добре прикрива следите.
Фесчията е причисляван към замисления в началото на 1873 г. от Атанас Узунов опит за спасяването на Васил Левски. От записките на поп Минчо Кънчев ясно се вижда, че през първите дни на февруари 1873 г. на Дончо е възложена мисия да замине за Пловдив и София, за да узнае и информира докъде е стигнал процесът срещу Левски и кога по-точно той ще бъде изпратен от София за Цариград. Около месец февруари Фесчията действително тръгва от Стара Загора и през Чирпан се озовава в Пловдив, където научава, че Левски вече е обесен, и веднага праща телеграма до съзаклятниците. Телеграмата е получена от Узунов в село Арабаджиево, след което подготвяното нападение на конвоя е отменено.
В Старозагорския революционен комитет Фесчията взима дейно участие при подготовката на Старозагорското въстание през 1875 г. По тези причини след разгрома му той става най-издирваното лице в Старозагорско. Въпреки споровете дали човекът е бил в Херцеговина и откъде Иван Вазов черпи сведения за това, че Фесчията се включва в четата на Любобратич, е трудно да се каже, но е сигурно, че е отишъл в Гюргево. Някои изследователи са по-склонни да приемат, че той се е върнал в България чак на 28 март 1876 г. заедно с групата на поп Харитон. След редица премеждия се присъединява към разположената в района на Ново село чета на Цанко Дюстабанов. След като разговарял лично с войводата, въпреки че бил въоръжен леко само с една кама, Дончо Фесчията бил разпределен в защитаващата Дебневския боаз в подчетата на Пенчо Постомпиров. След предателство и битка в гората около Рани бунар на 22 или 23 май 1876 г. Дончо Йовев Лулчов загива в сражението от черкезки куршум.
Още в края на 1875 г. Иван Вазов се обръща към майката на Дончо Йовев със стихове, посветени на него.